# Erick Coavoy
Erick Coavoy de la Cruz (Lima, 22 de enero de 1990) es un futbolista peruano. Juega de volante defensivo y su actual equipo es Cultural Volante de la Liga 3 de Perú. Tiene 35 años.

## Trayectoria
Nació en Lima, distrito de Lima, el 22 de enero de 1990. Hizo todas las divisiones menores en el Club Deportivo Universidad de San Martín de Porres, donde a inicios de la temporada 2007 es promovido al plantel profesional. En el 2010 llega al José Gálvez de Chimbote junto a Cristian La Torre otro jotita, jugando 12 partidos y descendiendo de división aquel año. Erick se ha desempeñado en Primera Profesional, Segunda Profesional y Copa Perú, llegando hasta la etapa Nacional. 

## Selección nacional
Ha sido internacional con la Selección de fútbol del Perú en la categoría Sub-17 , marcando 1 gol.
En el 2007, la Selección de fútbol del Perú Sub-17 clasificó al mundial de la categoría tras ocupar el cuarto lugar en el Campeonato Sudamericano Sub-17 del 2007 realizado en Ecuador,y el exitoso técnico que los dirigía era, nada menos, que Juan José Oré (exfutbolista que jugara en Universitario de Deportes).
En este torneo, Perú integró el Grupo "A" junto a Corea del Sur, Togo y Costa Rica. La selección peruana clasificó a octavos de final quedando primera en su grupo con 7 puntos, gracias a las victorias frente a Corea del Sur y Costa Rica, y un empate ante Togo. Esto le permitió al Perú ser la única selección invicta e imbatida del torneo que pasaba a octavos de final.
En los octavos de final, Perú clasificó a cuartos de Final, donde enfrentaría a Ghana.
Una vez en cuartos de final, enfrentando a Ghana, la habilidad colectiva del equipo se vio revestida a causa de la excesiva altura del conjunto africano y las deplorables condiciones de la cancha. El partido finalizó 2 goles a 0 a favor de los ghaneses.

### Participaciones en Copas del Mundo
| Mundial                               | Sede          | Resultado   |
| ------------------------------------- | ------------- | ----------- |
| Copa Mundial de Fútbol Sub-17 de 2007 | Corea del Sur | 4° de final |

## Clubes
| Club                        | País | Año         |
| --------------------------- | ---- | ----------- |
| Universidad San Martín      | Perú | 2007 - 2008 |
| Colegio Nacional de Iquitos | Perú | 2009        |
| José Gálvez                 | Perú | 2010        |
| Hijos de Acosvinchos        | Perú | 2011        |
| Sport Áncash                | Perú | 2012 - 2013 |
| CNI FC                      | Perú | 2013        |
| Real Garcilaso              | Perú | 2014        |
| Ayacucho FC                 | Perú | 2015        |
| Alianza Universidad         | Perú | 2016        |
| Cienciano                   | Perú | 2017        |
| Carlos A. Mannucci          | Perú | 2018        |
| Cienciano                   | Perú | 2019        |
| Comerciantes Unidos         | Perú | 2022        |
| Santos                      | Perú | 2023        |
| Nuevo San Cristóbal         | Perú | 2024        |
| Cultural Volante            | Perú | 2025 -      |

## Palmarés

### Campeonatos nacionales
| Título | Club      | País | Año  |
| ------ | --------- | ---- | ---- |
| Liga 2 | Cienciano | Perú | 2019 |

- Datos: Q5661366